# Provincia de Cremona
Cremona es una provincia italiana de la región de Lombardía. Su capital y ciudad más poblada es Cremona.
Tiene un área de 1771 km², y una población total de 335 950 habitantes (2001). Hay 115 comuni (municipios) en la provincia. Cremona fue una de las ciudades más afectadas por la pandemia de COVID-19 en el mes de marzo de 2020.

## Geografía
La morfología de la provincia de Cremona es completamente llana y está correlacionada con el fluir de los más importantes ríos que se hallan en su territorio: el Po, el Adda, el Oglio y el Serio. Por su aspecto histórico y ambiental, el territorio se divide, de norte a sur, en tres grandes zonas, cuyas ciudades principales son: Crema, Cremona y Casalmaggiore. Se ubica en el noroeste de Italia.

## Clima
La provincia, que está caracterizada por inviernos rígidos, con nieblas frecuentes, y veranos calurosos y húmedos, pertenece a la región climática padana, con clima continental.

## Economía
Los principales recursos económicos de la provincia son la agricultura y la ganadería; a pesar de que estos ocupen a muy poca población activa (unas 10 000 personas), porque están muy mecanizadas. Sin embargo, a la agricultura está asociada la importante industria de transformación alimentar.

### Agricultura
La disposición hidráulica y el saneo, el desarrollo de las técnicas agronómicas y la introducción de innovaciones tecnológica en todos los niveles, han permitido a la agricultura cremonés alcanzar resultados productivos excelentes. El rendimiento es muy elevado: la agricoltura cremonés es la primera en Lombardía si se comparan los datos de valor añadido por hectárea y por terreno trabajado. 
La provincia de Cremona presenta su propia superficie cultivada principalmente con plantas forajeras y, entre los cereales, con maíz (70% de la superficie agrícula utilizada), que constituye (en forma de granizas y trinchado) la principal forma de alimentación para el ganado.
Además se cultiva trigo, cebada, soja, ramolacha y el tomate.
Los prados permanentes y alternos, que ocupan casi el 25% de la superficie agrícula utilizada, están cultivados principalmente en la parte septentrional de la provincia, donde hay más ganadería.
En la parte sur de la provincia, hay limitados pero muy importantes cultivos de melón y de sandía.

### Ganadería
La provincia de Cremona tiene una importante vocación zootecníca: hay unas 2.000 empresas de crianza y un importante patrimonio de ganado, en particular bovinos, cerdos y aves. En el 2003 había unas 190.000 reses, de los cuales 130.000 vacas; 700.000 cerdos; y unos 3.500.000 ejemplares de aves (sobre todo pollos).
La provincia de Cremona es la segunda provincia lechera de Italia: produce casi 9000 toneladas de leche cada año, trasfrmada en gran parte en queso y mantequilla. La producción media por res es muy elevada, de 10-12 toneladas por año.
Cada año se realiza en Cremona la Feria internacional del bovino de leche.
De notable importancia también la producción de carne de cerdo, de carne vacuna y de carne de aves.

### Productos alimenticios típicos
La provincia de Cremona es rica de productos alimenticios que han sido reconocidos oficialmente a nivel europeo: el queso Grana Padano, el queso Provolone, el turrón, la mostarda (fruta confitada en almíbar y mostaza), salsichiones (en particular, el salame), el melón y los tortelli.

### Turismo rural
En la provincia di Cremona hay muchas casas rurales, granja-escuela y granjas con alojamiento rural. 

### Artesanía
En la provincia di Cremona hay una importante producción de instrumento de cuerda, en particular de violines. Desde que nació Antonio Stradivari en 1644, la ciudad se ha convertido en la capital de los luthiers y desde entonces se conoce a esta región como la zona de nacimiento de los más famosos instrumentos de música.

## Municipios principales
Los principales municipios por población son (a día 31 de mayo de 2005):
| Municipio      | Población |
| -------------- | --------- |
| Cremona        | 71.413    |
| Crema          | 33.471    |
| Casalmaggiore  | 14.278    |
| Castelleone    | 9.090     |
| Soresina       | 8.977     |
| Pandino        | 8.409     |
| Soncino        | 7.487     |
| Rivolta d'Adda | 7.324     |
| Pizzighettone  | 6.802     |
| Spino d'Adda   | 6.495     |
| Offanengo      | 5.832     |
| Castelverde    | 5.130     |